# Documents Documenta
Documents Documenta és una editorial de poesia en català nascuda l'any 2020 i vinculada a la llibreria Documenta de Barcelona. El seus fundadors són Nura Nieto i Lluís Ruiz que en aquell moment hi treballaven com a llibreters.
Van iniciar la trajectòria editorial amb la publicació del llibre Apunts per a un incendi dels ulls, del poeta Gabriel Ventura. Per donar a conèixer el nou segell i el llibre, Ventura es va tancar a l'aparador de la Documenta durant tot un dia en un espai dissenyat per l'artista Rosa Tharrats on tot el que hi passava era emès en directe per Instagram. A l'equip editorial hi ha també el corrector Genís Poch i la dissenyadora Marina Martínez.
Documents Documenta comença amb la intenció de publicar joves poetes catalans editant noms com Oriol Sauleda, Àngels Moreno o Roser Bastida, o la reedició del Llibre dels Homes de Dolors Miquel. Aviat ho compaginen amb obres i antologies de poetes més referencials. És el cas de l'obra completa de Jordi Pope, Que jo em guardi de dir amén; l'antologia de Joan Josep Camacho Grau, A recer de les gosses hipodèrmiques, o la reedició del Llibre dels Homes de Dolors Miquel.